# Klara - Livvagtens datter
Klara - Livvagtens datter er en dansk børnefilm fra 2008 med instruktion og manuskript af Louise Detlefsen.

## Handling
Klara på 12 år leger sammen med sin lillesøster Freja med tanken om at skaffe deres far et nyt job, så han kan være meget mere sammen med dem. Klaras mor og far er nemlig skilt, og når ens far så oven i købet arbejder som livvagt med fleksible og uforudsete arbejdstider, kan det være svært at regne med ham. Når arbejdet kommer på tværs, kan det let føles som om, man ikke selv er så vigtig.